# Reynold B. Johnson
Reynold B. Johnson (Dassel, Minnesota, 16 de julho de 1906 – Palo Alto, 15 de setembro de 1998) foi um inventor e pioneiro da computação estadunidense. Durante longo tempo funcionário da IBM, Johnson é conhecido como "pai" do disk drive. Outras invenções incluem equipamentos automáticos de pontuação de testes e a fita de videocassete.

## Biografia
Nativo de Minnesota, Johnson frequentou a Minnehaha Academy (1925) e obteve a graduação na Universidade de Minnesota (BS em administração educacional, 1929).
No início da década de 1930 Johnson, então professor de ciências em uma High School em Michigan, inventou um máquina eletrônica para pontuação de testes que detecta marcas de lápis em um formulário padronizado com base no teste de escolha múltipla criado pelo professor da Universidade Columbia Benjamin DeKalbe Wood. A IBM comprou os direitos da invenção de Reynolds e contratou-o como engenheiro para trabalhar em seu laboratório de Endicott. A máquina de pontuação de testes foi vendida como IBM 805 Test Scoring Machine no começo de 1937.
Uma das primeiras tarefas de Reynolds foi desenvolver tecnologia que permitiu que cartões marcados com lápis fossem convertidos em cartões perfurados. Isto permitiu que os dados do cartão perfurado fossem gravados por pessoas usando apenas um lápis. A tecnologia de detecção de marcações foi amplamente usada pelas empresas nas décadas de 1950 e 1960. Por exemplo, a Bell System usou a tecnologia de detecção de marcações para gravar chamadas de longa distância e empresas de serviço público a usaram para gravar leituras de medidores. O Governo dos Estados Unidos usou o sistema com o nome de tecnologia eletrográfica.
Em 1952 a IBM mandou Johnson para San José, Califórnia, para construir e gerenciar o West Coast Laboratory. Em 1956 uma equipe de pesquisas liderada por Johnson desenvolveu a tecnologia de armazenamento de dados em disco, que a IBM lançou como o IBM 305 RAMAC. Embora o primeiro disco fosse bem rude pelos padrões modernos, a tecnologia lançou uma indústria multibilionária.
Johnson trabalhou com a Sony em outro projeto quando desenvolveu o protótipo de uma fita de videocassete de meia polegada. Lou Stevens observou que "a Sony estava usando uma fita mais larga em bobinas. Ele cortou a fita para meia polegada e a colocou em um cartucho. As fitas mais largas não eram fáceis o suficiente para crianças a usar, e seu interesse era na educação e elaboração de um livro de vídeo para crianças."
Johnson aposentou-se na IBM em 1971. Obteve mais de 90 patentes. Após sua aposentadoria desenvolveu a tecnologia do microfonógrafo usada na "Talk to Me Books" da indústria de brinquedos Fisher-Price. A Talk to Me Books recebeu a Prêmio de Brinquedo do Ano. Esta tecnologia também foi usada pela National Audubon Society para auxiliar observadores de pássaros na identificação de aves canoras. Recebeu a Medalha Nacional de Tecnologia e Inovação do presidente Ronald Reagan em 1986.
O Prêmio IEEE Reynold B. Johnson de Sistemas de Armazenamento de Informações foi estabelecido em 1991, sendo apresentado anualmente para uma pequena equipe ou a uma só pessoa que fez contribuições significativas aos sistemas de armazenamento de informações.